# Step Across the Border
Step Across the Border is een avant-garde-documentaire film over de Britse gitarist en componist Fred Frith uit 1990, geschreven en geregisseerd door Nicolas Humbert en Werner Penzel. Het is een 35 mm zwart-witfilm, opgenomen in meerdere landen in de periode 1988-1990.
De film geeft een uitgebreid beeld van Frith (hij oefent, treedt op, geeft interviews enzovoort). Naast Frith komen verschillende andere musici in de film voor, waaronder John Zorn, René Lussier, Tom Cora, Iva Bittová, Tim Hodgkinson en Bob Ostertag. De film heeft geen verhaal, maar is een serie van snapshots van Frith en zijn collega-muzikanten.
De documentaire won in 1990 de prijs van 'beste documentaire' tijdens de European Film Awards. Hetzelfde jaar verscheen op het label Recommended Records de soundtrack van de film.